# Geología de Galicia
La geología de Galicia es el estudio de las formaciones rocosas, su litología, estructuras tectónicas, historia y demás características. En Galicia la mayoría de las rocas son ígneas y metamórficas y de edad muy antigua, ya que la mayoría son paleozoicas y algunas incluso precámbricas y hay menos materiales más modernos. El territorio forma parte del macizo ibérico o Hespérico, que es de origen varisca y forma el núcleo de toda la península ibérica. A lo largo de su historia geológica en los territorios que hoy son Galicia se produjeron choques continentales, que originaron supercontinentes (pangeas). Algunas roturas que estos sufrieron dieron lugar a las costas oceánicas y orogenias, de las cuales son producto las montañas hercinianas, erosionadas durante millones de años y posteriormente vueltas a elevar durante la orogénesis alpina.

## El macizo ibérico en Galicia

Zonas del Macizo Ibérico. La zona Centroibérica fue subdividida distinguiéndose la Zona de Galicia-Trás-os-Montes.

El Macizo Ibérico o Hespérico constituye la mayor parte de la parte occidental de la península ibérica, incluyendo toda Galicia. Fue dividido por Franz Lotze en 1945 con modificaciones de Julivert et al. en 1972 y 1983 en cinco grandes áreas con características diferenciadas, que son, de este a oeste y sur:
- Zona Cantábrica
- Zona Asturoccidental-Leonesa
- Zona Ibérica Central
- Área de Ossa-Sierra Morena
- Zona Sudportuguesa.

Además, la zona Centroibérica en Galicia fue subdividida por Farias y Arenas en 1987 y 1988, distinguiéndose la zona de Galicia-Tras-os-Montes, que se superpone sobre la zona Centroibérica, la cual, con esta división, queda reducida en Galicia a una estrecha franja central, donde se ubica la formación geológica Ollo de sapo, consistente en 600 km de rocas volcánicas. De las zonas mencionadas en el territorio gallego, se extienden las zonas Asturoccidental-Leonesa, Centroibérica y Galicia-Tras-os-Montes. Estas zonas corresponden a la parte central del plegamiento herciniano del macizo, donde se produce la mayor deformación, metamorfismo y plutonismo, mientras que las zonas más periféricas (zona cantábrica y surportuguesa) representan las zonas externas del orógeno.

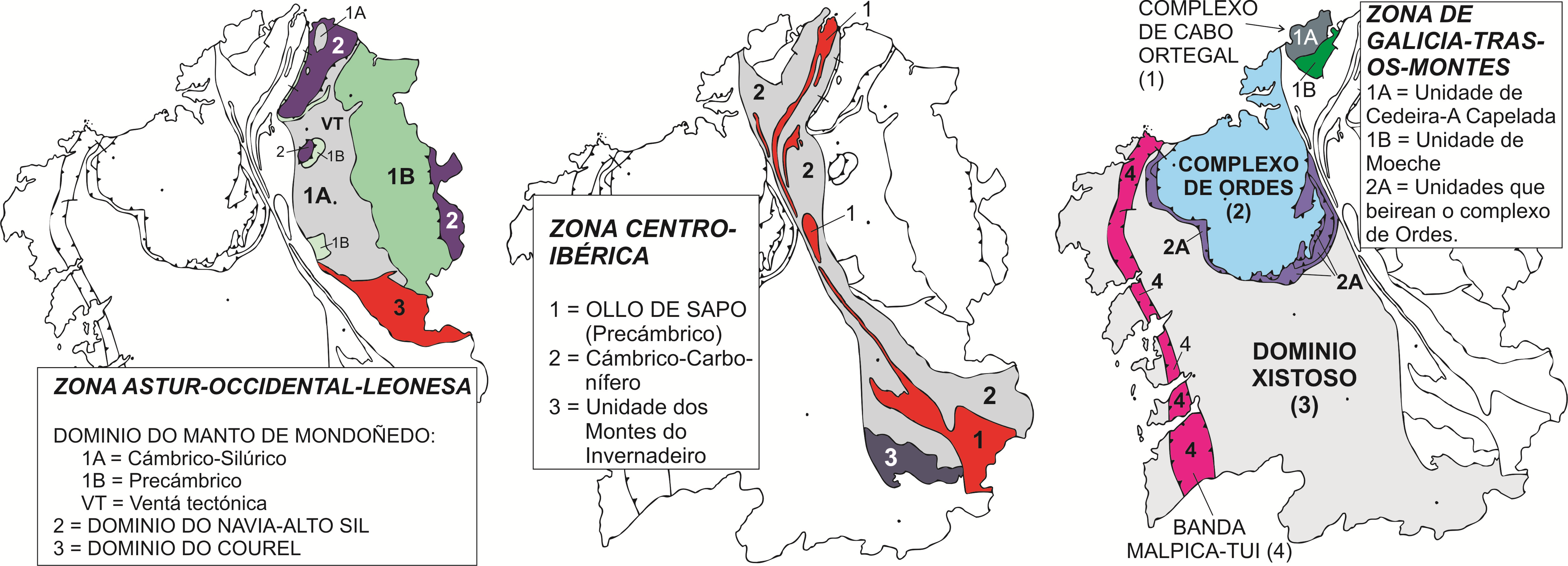
Las tres zonas del Macizo Ibérico herciniano en territorio gallego.

### Zona asturoccidental-leonesa
Comprende la parte más oriental de Galicia y gran parte de Asturias y León. Su límite occidental es la falla de Vivero y el oriental es la antiforma Narcea de rocas precámbricas. El recinto tiene forma curva y es una continuación del arco iberorarmórico. Presenta escaso plutonismo, excepto en la parte más occidental (cúpulas de Lugo y Boal-Los Ancares), y está dominado por rocas metamórficas, principalmente lutitas que forman la serie de Villalba de lutitas precámbricas (que se extienden desde Mondoñedo hasta Sarria), acompañadas de pizarras, areniscas y algunos gneises anfibólicos. Sobre ellos hay sedimentos detríticos y algunas calizas (calizas de Vegadeo y el piso inferior de la formación de Cándana, con cuarcitas y pizarras). El metamorfismo es bajo o medio, mayor hacia el oeste, con fuerte deformación y visible foliación tectónica. Presenta mantos y pliegues desplazados hacia el este. Estratigráficamente, el área se puede dividir en tres dominios: 
- Dominio del Manto de Mondoñedo.- Es un manto situado en la parte occidental de esta zona, presenta de oeste a este un sinclinorio y luego un anticlinorio. Está formado por la Serie de Villalba, sobre la que se encuentra la Serie de Cándana.
- Dominio del Caurel.- Comprende el flanco del anticlinor occidental del manto de Mondoñedo seguido de dos grandes pliegues de la Sierra del Caurel. El recodo Campodola-Leixazós se ha convertido en un atractivo turístico.[5] Presenta unidades similares a las del manto de Mondoñedo, junto con cuarcitas armóricas, pizarras y calizas de la Aquiana.
- Dominio del Navia-Alto Sil.- Es el más oriental, un sinclinario que comprende la mayor parte de los Ancares y constituye el relativo autóctono del manto de Mondoñedo, con ventanas tectónicas en el Gistral y Monte Carballosa (provincia de Lugo), y otro afloramiento entre Fonsagrada y Navia de Suarna.

### Zona Centroibérica
En Galicia comprende (excluida la Zona de Galicia-Trás-os-Montes que termina sobre ella) una banda curva desde el límite de las provincias de Lugo y La Coruña hasta La Gudiña, por el este termina en el Vivero y al oeste en las fallas de Valdoviño, Laza y Verín. Presenta más magmatismo que en la zona anterior, con granitos anatexis y otros del orogénico tardío. En Galicia, lo más característico de la zona es el dominio del Ollo de Sapo. Este dominio forma un estrecho arco desde Viveiro hasta desaparecer bajo la Meseta en Sanabria (reaparece en Guadalajara). El Ollo de Sapo es un gneis porfiroide gris con grandes cristales de feldespato potásico, y otros de cuarzo azulado milimétrico; estos últimos parecen ojos de rana. El Ollo de Sapo es considerado por algunos autores como de edad Precámbrica y por otros Cámbrico o posterior.

### Zona de Galicia-Tras-os-Montes
Comprende toda la zona centro-occidental y sur de Galicia, desde las fallas de Valdoviño y Laza y la falla de Verín al este. Termina en la zona centroibérica. Los grados de metamorfismo y plutonismo son los más altos de Galicia. Se interpretan como fragmentos de la corteza oceánica (ofiolitas) y de arcos volcánicos, quizás con origen en una sutura del cierre del océano Reico y acreción de materiales durante la colisión continental. Se puede dividir en dos dominios principales y varios complejos:
- Dominio de esquisto.- El más extenso. Formado por metasedimentos y ortogneis. Es el relativo nativo del dominio de los complejos, que terminan en él.
- Dominio de complejos alóctonos.- Formado por rocas máficas y otras relacionadas ubicadas como alóctonas sobre el dominio esquisto. En Galicia incluye los complejos de Órdenes, Cabo Ortegal y Malpica-Tuy. En Portugal cuenta con otros complejos en la zona de Morais y Braganza.

- - Complejo de Órdenes.- Formado por rocas ultrabásicas y sobre ellas los esquistos de Órdenes. Se considera un klippe (o isla tectónica) de un manto de deslizamiento ubicado en un terreno con menor metamorfismo.[9]

- - Complejo Cabo Ortegal.- También utiliza materiales más modernos. En él observamos una secuencia ofiolítica procedente del cierre de un océano durante la colisión continental. En la unidad Moeche observamos metavolcanitas a partir de lavas almohadilladas. Las unidades de Cedeira y La Capelada están formadas por rocas ultrabásicas (peridotitas serpentinizadas, dunitas), granulitas (formadas por metamorfismo regional) y ecloxitas (con piroxenos verdes y granates pardos o rojizos).

- - Banda Malpica-Tuy.- También denominada anteriormente Fosa Blastomilonítica o Complexo Antigo (en español Complejo Antiguo).[10] Esta unidad es una estrecha franja desde Malpica hasta Tuy, resto de un poblamiento herciniano. Contiene esquistos, gneises, anfibolitas y eclogitas, muy milonitizadas, que sufrieron metamorfismo de alta presión. Los materiales son probablemente precámbricos.

## Historia geológica de Galicia

### Precámbrico
Durante el Precámbrico, las rocas se originaron al depositarse sedimentos en cuencas marinas que luego se metamorfizaron en antiguas orogenias, que hoy forman la base del territorio gallego. Los sedimentos que luego se plegarían durante la orogenia paleozoica herciniana se depositaron posteriormente sobre este lecho rocoso en el Paleozoico, en cuencas marinas de los océanos Reico y Tornquist, pero también afloraron algunos materiales precámbricos, distinguiéndose algunos materiales precámbricos antiguos (en la Serra da Capelada) y reciente (el Ollo de Sapo), aunque en algunos casos se discute la antigüedad de los materiales, que no siempre se consideran tan antiguos.

### Paleozoico y orogenia herciniana

Los macizos hercinianos ou variscos europeos.

Durante el Paleozoico tuvo lugar primero una ruptura supercontinental que terminó con una nueva unión de los continentes formando la Pangea, durante la cual se sucedieron las orogenias de Caledonia y Hercinia en Europa; este último afectó a las cuencas que darían origen al territorio gallego. Durante el período herciniano, generalmente se considera que Galicia formaba parte de un microcontinente llamado Armórica, que estaba en medio de Gondwana (al sur) y Laurasia (al norte). Armórica podría formar una sola unidad o estar compuesta por un conjunto de unidades separadas. Estos dos grandes continentes chocaron dejando Armórica en medio de ambos, los océanos que los separaban se subdujeron y los materiales se deformaron y ascendieron formando el Macizo Ibérico. En la etapa orogénica herciniana se formó el territorio gallego. En esta etapa distinguiremos tres periodos: preorogénico, orogénico y postorogénico. En la etapa preorogénica, anterior a la orogenia propiamente dicha, los territorios que hoy son Galicia se encontraban bajo el mar (etapa oceánica) y constituían una gran cuenca de sedimentación, donde se depositaban sedimentos que luego darían lugar a cuarcitas y calizas, volcánicas submarinas. Dichos materiales luego serían el ojo de rana y otros sedimentos. Parece que en la cuenca correspondiente a lo que hoy es la zona centroibérica se produjo una emersión a principios del Paleozoico, pero luego se volvió a sumergir. La etapa orogénica abarca desde el Devónico hasta el Carbonífero y en ella ocurre la compresión que dará inicio a la orogenia, con emersión del orógeno, plegamiento de materiales, magmatismo y metamorfismo. La primera fase de la orogenia origina la formación de grandes pliegues con vergencia hacia el este (Mondoñedo, Caurel) y el anticlinorio Ollo de Sapo; los materiales se metamorfizan dando lugar a pizarras, esquistos, gneis, cuarcitas, mármoles y anfibolitas; también hay un magmatismo intenso, formando granodioritas tempranas y granitos alcalinos de dos micas. En la segunda fase de la orogenia la deformación continúa pero es menor, formándose pliegues y pliegues en los que el desplazamiento de la alóctona dio lugar a los complejos (Ortegal, Órdenes, Malpica-Tuy). En esta segunda fase se originan más granitos alcalinos de dos micas. Al final de la segunda fase se forman algunas fallas extensionales, como la falla de Vivero. En la fase orogénica final, la compresión aumenta nuevamente y se emiten granitos de dos micas y granodioritas tardías. En la etapa post-orogénica se produce la distensión y la formación de numerosas fracturas, que son las fallas tardihercinianas que se reactivarán posteriormente en la era alpina y marcarán la alineación de las rías y la formación a favor de las fracturas de diques, vetas, yacimientos de cuarzo y minerales metálicos. A finales del Paleozoico ya ha emergido en su totalidad el macizo Hespérico, constituyendo la parte occidental de la Península, que forma parte de Pangea. Galicia había quedado situada frente a lo que hoy es Terranova (Canadá) una vez colisionó con ella, por lo que las costas atlántica y cantábrica de Galicia no existían.

### Era Mesozoica
Durante el Mesozoico, el orógeno herciniano emergido sufrió poca actividad tectónica, magmática o metamórfica, pero estuvo sometido a una intensa erosión que suavizó el relieve, dejando sólo algunos relieves particularmente resistentes a la erosión. Los sedimentos resultantes de esta erosión fueron arrastrados por los ríos y acabaron inicialmente en el mar de Tetis (el Atlántico aún no existía en este primer período porque Galicia formaba parte de Pangea), por lo que en Galicia no se encuentran rocas mesozoicas. Sin embargo, a partir del Carbonífero y durante todo el Mesozoico se produjo la fragmentación de Pangea. Galicia estuvo inicialmente unida a Canadá y la Bretaña francesa (con la Península vuelta hacia la costa de Francia), pero la incipiente formación de la dorsal atlántica empezaría a separarlos. Se produjo la formación de un punto caliente en el noroeste de Galicia con tres ramales; uno de ellos, debido a la expansión del océano, provocaría la separación de Galicia (parte del Macizo Ibérico) de América, creando las costas atlánticas gallegas y el otro separaría Galicia de Bretaña, creando el Golfo de Vizcaya y las costas cantábricas gallegas. La plataforma continental gallega en el Cretácico era muy grande, de unos 600 km, pero se hundiría en la etapa alpina.

### Efectos de la orogenia alpina en el Cenozoico
Aunque la orogenia alpina no afectó directamente a Galicia al generar montañas plegadas como las hercinianas, sus efectos indirectos fueron muy importantes. Se hicieron sentir en el Cenozoico y consistieron en la reactivación de muchas fallas entrecruzadas de la era herciniana tardía y la formación de algunas nuevas fracturas, que afectaron a los terrenos hercinianos ya muy erosionados, levantando algunos de los bloques fracturados y hundiendo otros. Al dejar los bloques a diferentes alturas, se reactivó el relieve, se generaron macizos tectónicos (horsts) que forman muchas de las actuales sierras gallegas y fosas tectónicas (graben) entre las montañas. Las zonas más hundidas dieron lugar a cuencas sedimentarias, donde se acumularon los sedimentos resultantes de la erosión de las montañas rejuvenecidas, formadas por materiales detríticos y en algunos casos lignito. Destacan las depresiones de Maceda, Monforte, Ginzo, Sarria, Vilalba,  Puentes de García Rodríguez, Meirama y Laracha.

### Período Cuaternario
En el Cuaternario Galicia se vio afectada por el clima glaciar durante las glaciaciones, y se originaron glaciares en las montañas más altas, principalmente en la Sierra de Queija, Invernadero, Ancares, Caurel, Jurés y Trevinca, de los que hoy no queda ninguno, pero la erosión marca que se fueron en los valles y las morenas. Los valles de los ríos se han rejuvenecido, encajando y formando terrazas fluviales. Además, se produjo la inundación de muchos valles costeros, lo que acabaría dando a los estuarios el aspecto que tienen hoy, a pesar de que comenzaron a formarse muchos millones de años antes.

## Litología
La mayor parte de las rocas de Galicia son rocas cristalinas plutónicas o metamórficas. Los sedimentos datan principalmente del Cenozoico y solo aparecen en los valles de los ríos y en las depresiones y solo representan el 4% de las rocas, y están formados por margas, arcillas, arenas, gravas y algunos yacimientos de lignito. También hay un 4% de rocas básicas y ultrabásicas (eclogitas, granulitas, serpentinitas y anfibolitas), ubicadas principalmente en los complejos. Los granitos y granodioritas constituyen el 45% de las rocas, y pueden ser granitos alcalinos de dos micas (leucogranitos, o con megacristales) o granitoides calcoalcalinos (granitodioritas tempranas o tardías). Entre las rocas magmáticas formadas, algunas fueron hipoabisales, como diques de cuarzo, pórfidos, aplitas y pegmatitas, y diabasas o microgabos. En Galicia no existen rocas volcánicas, sino metavolcánicas (antiguas rocas volcánicas metamorfoseadas). El resto son rocas metamórficas, principalmente esquistos, pero también micas, gneis (entre ellos gneis glandulares de ojo de rana) y migmatitas, junto con pizarras, cuarcitas y mármoles. La edad de la mayoría de las rocas va desde el Precámbrico hasta el final del Paleozoico, pero también hay sedimentos Cenozoicos y Cuaternarios y ausencia de materiales Mesozoicos. En Cabo Ortegal hay rocas (anfibolitas del metamorfismo de gabros de origen marino), que se cree que son las más antiguas de la Península, con una antigüedad de 1150 millones de años.

## Geomorfología
La geomorfología de Galicia se caracteriza por la presencia de sierras, más altas que las orientales, y superficies aplanadas, que en algunos casos son extensas llanuras; también existen depresiones donde se han acumulado sedimentos (Monforte, Ginzo). Las áreas planas se encuentran a diferentes alturas que aumentan gradualmente de altura desde el oeste hasta el este de las seras, con excepción de las depresiones. Los valles cortan las montañas y las llanuras, por donde discurre su red hidrográfica, que en algunas zonas son valles cerrados (Ribeira Sacra) o con terrazas fluviales (Río Miño), y generalmente siguen las líneas de fractura. 
En la costa observamos playas de arena, a veces con sistemas dunares, o con piedras, lagunas litorales comunicadas o no con el mar, como las de Doniños, Traba, Louro, Baldaio, Corrubedo o Valdoviño. Los acantilados aparecen en zonas donde los materiales son muy resistentes, como en zonas con rocas plutónicas (Cabo Prioriño, Malpica...), que en algunos casos alcanzan los 100 m de altura. Son famosos los acantilados de Herbeira y Loiba. En la costa de Ribadeo existe una fosa costera, similar a las observadas en otras partes del Cantábrico, que en Galicia alcanza una anchura de 2 km.
Las rías son el elemento costero más notable. Tienen su origen en la invasión por el mar de la parte baja del valle de un río. Las rías gallegas fueron descritas científicamente por el geógrafo Ferdinand von Richthofen en 1866, quien introdujo la palabra estuario en el vocabulario científico internacional. Sin embargo, el origen de los estuarios es ampliamente discutido y varios factores influyen en su formación y no es igual en todos ellos. Entre los factores que se han señalado se encuentran: hundimiento de tramos costeros, presencia de fallas hercinianas tardías, movimientos de bloques por distensión, rejuvenecimiento y encaje de ríos y variaciones del nivel del mar como consecuencia de las glaciaciones, siendo la elevación del nivel del mar decisivo cuando se derritieron los hielos, ya que, contrariamente a lo que se pensaba anteriormente, la costa gallega considerada en general parece haber sufrido un levantamiento en lugar de un hundimiento. Las más antiguas son las Rías Bajas, que son también las más profundas, con algo más de 100 millones de años, y las más recientes son las Medias, con tan solo 5 millones de años, y las Altas con 25 millones de años.

### Influencia de la litología
La litología influye en la morfología de grandes áreas. En las zonas graníticas, que ocupan aproximadamente un tercio de la superficie gallega, podemos observar desprendimientos (por ejemplo en el Monte Pindo), disyunciones polares, formación de tores y castillos, erosión por excavaciones en la roca denominadas sumideros o tafoni, y desintegración de la roca por caolinización de los feldespatos, que da lugar a una arena cuarcítica gruesa denominada xabre.
Las lutitas y pizarras también dan lugar a morfologías características. Las lutitas generalmente dan lugar a pendientes más suaves y convexas que los granitos. Las pizarras se asocian generalmente a diques de cuarzo o cuarcitas y dan lugar a pendientes más pronunciadas, y los ríos generan erosión diferencial, desgastando las rocas más blandas y menos ricas en cuarzo.
Las calizas no son abundantes en Galicia, pero aparecen en la provincia de Lugo y dan lugar a taludes más pronunciados y verticales. También se ven afectados por la disolución, dando lugar a farallones y lapiases (por ejemplo en Valdeorras). No obstante, en Mondoñedo también se formó una cueva kárstica de casi 7 km en un lentillón de calizas de Vegadeo, denominada Cova do Rei Cintolo.

## Mapas geológicos

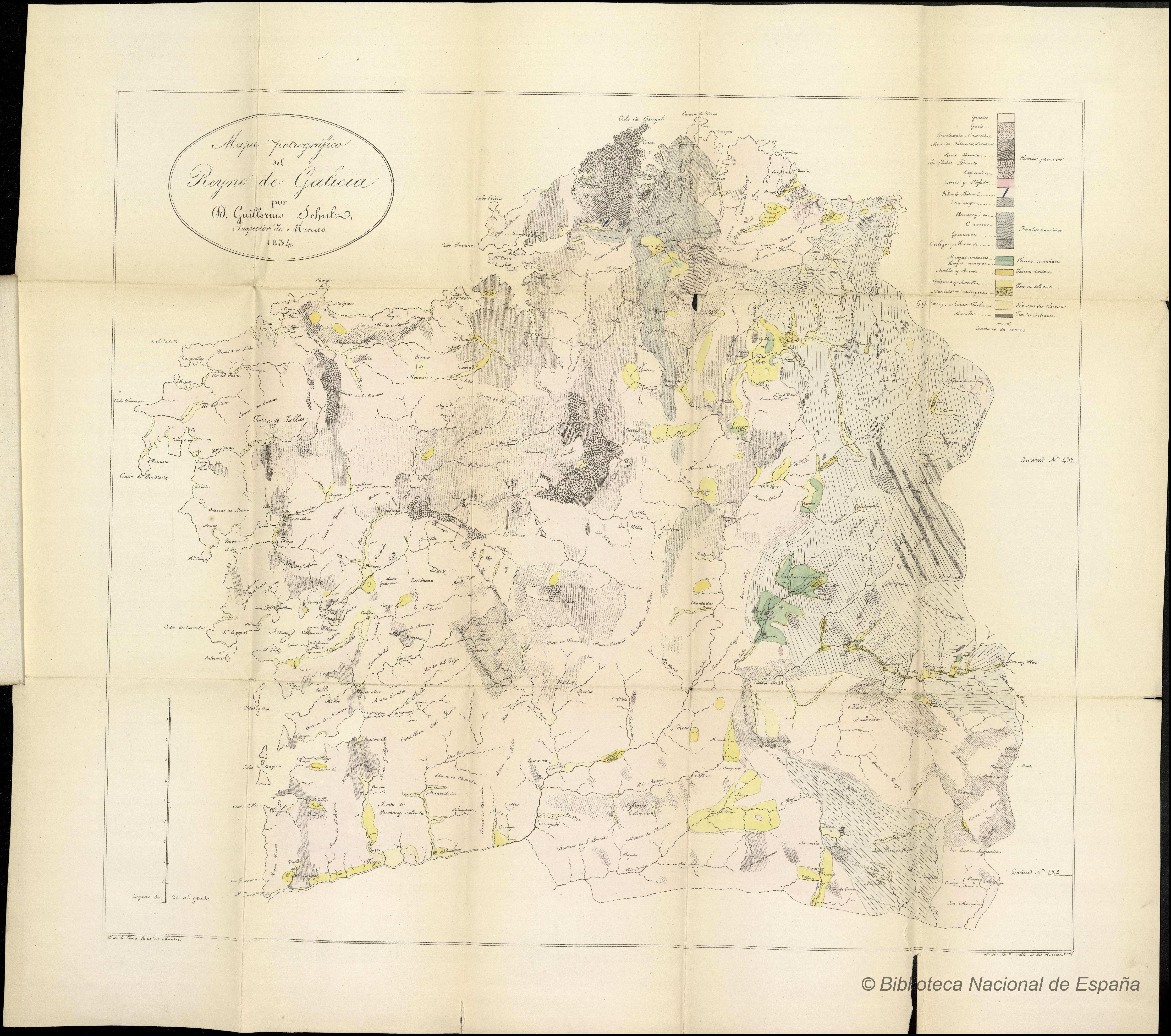
Mapa de Guillermo Schulz, 1834.

El mapa petrográfico del Reino de Galicia se publicó en 1835 y fue el primero de estas características en España. Fue obra del ingeniero de minas Guillermo Schulz al servicio del Instituto Geológico y Minero de España. Ese trabajo sirvió de base para la elaboración 130 años después del actual mapa geológico de Galicia, por parte de Isidro Parga Pondal. Fundó el Laboratorio Geológico de Laxe en 1940, que realizó importantes aportaciones al conocimiento de la geología de Galicia.